# 성매매알선 등 행위의 처벌에 관한 법률
성매매알선 등 행위의 처벌에 관한 법률은 2004년 3월 22일에 성매매를 방지하기 위해 대한민국에서 제정된 법이다.
성매매피해자 및 성을 파는 행위를 한 사람의 보호와 자립을 지원하는 것을 목적으로 하는 성매매방지 및 피해자보호 등에 관한 법률과 묶어서 성매매 특별법(性賣買特別法)이라 부르기도 한다.

## 정의
성매매, 성매매알선 등 행위 및 성매매 목적의 인신매매를 근절하고, 성매매피해자의 인권을 보호함을 목적으로 하는 “성매매알선 등 행위의 처벌에 관한 법률”에 성매매는 다음과 같이 정의되어 있다.
"성매매"란 불특정인을 상대로 금품이나 그 밖의 재산상의 이익을 수수(收受)하거나 수수하기로 약속하고 다음 각 목의 어느 하나에 해당하는 행위를 하거나 그 상대방이 되는 것을 말한다.

1. 성교행위
2. 구강, 항문 등 신체의 일부 또는 도구를 이용한 유사 성교행위, 성매매알선 등 행위의 처벌에 관한 법률 제2조(정의)

## 같이 보기
- 윤락행위등방지법